# تساربلینگ
تساربلینگ (به فرانسوی: Zarbeling) یک کمون در فرانسه است که در Canton of Dieuze واقع شده‌است.

## خصوصیات
تساربلینگ ۳٫۸۷ کیلومترمربع مساحت و ۵۸ نفر جمعیت دارد و ۲۳۵ متر بالاتر از سطح دریا واقع شده‌است.